# Spiele für Atari-8-Bit-Computer

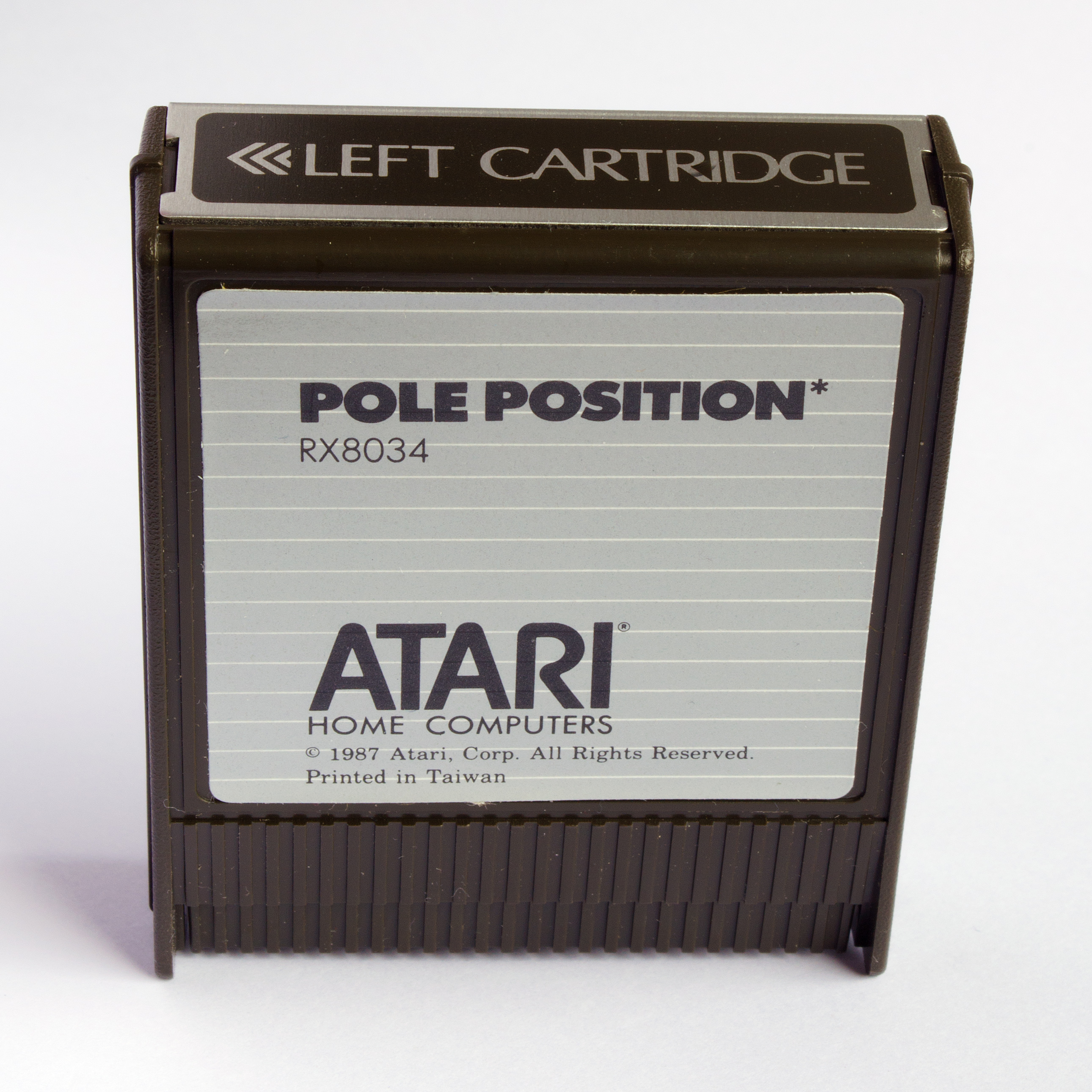
Spielmodul Pole Position

## 1979 bis Ende 1983
Zu den frühen Shoot-’em-up-Spielen wie etwa Star Raiders oder der Brettspieleumsetzung 3-D Tic-Tac-Toe kamen nur wenig später weitere Actionspiele, Adventures und Arcade-Umsetzungen hinzu. Unter den publizierten Titeln befanden sich jedoch auch viele „schlechte“ Portierungen von beispielsweise Apple-II-Spielen ohne den unverwechselbaren „Atari-Look“, nämlich eine Mischung verschiedener farbenprächtiger und weich scrollender Grafiken, ergänzt um die typische POKEY-Musik nebst Geräuscheffekten.
Unter den für Atari 400 und 800 veröffentlichten Spielen befinden sich viele, die bereits zu ihrer Zeit als Videospieleklassiker galten: Star Raiders (vermutlich 1979), Asteroids (1981) und Pac-Man (1982). Insbesondere das 3D-Spiel Star Raiders galt vielen Spieledesignern der damaligen Zeit als prägendes Erlebnis und Grund, sich für einen Atari-Computer und nicht etwa einen Apple II oder Commodore PET zu entscheiden. In der Folge entstandene Werke wie Miner 2049er (Bill Hogue, Big Five Software, 1982), Eastern Front (1941) (Chris Crawford, APX, 1982), Capture the Flag (Paul Edelstein, Sirius Software, 1983), Archon (John Freemann, Electronic Arts, 1983) und M.U.L.E. (Daniel Bunten, Electronic Arts, 1983) zählen zu den herausragenden Titeln ihrer Zeit und ermöglichten Softwarehäusern wie beispielsweise Microprose und Electronic Arts den raschen Aufstieg zu Branchenriesen.

## 1984
Im Laufe des Jahres 1984 begann sich eine völlig neue Qualität bei Computerspielen im Allgemeinen abzuzeichnen. Atari selbst forcierte diese Entwicklungen beispielsweise durch die Zusammenarbeit mit Lucasfilm, ein Unternehmen, das durch die seinerzeit sehr populären Star-Wars-Filme mit ihren vielen tricktechnischen Sequenzen weltweite Bekanntheit erlangte. Im Rahmen dieser Zusammenarbeit erschienen 1984 erste Vorabversionen für Titel wie Ballblazer und Rescue on Fractalus, die völlig neue Maßstäbe in puncto Grafik und Dichtigkeit der Spielatmosphäre setzten. Im Adventure- und Rollenspielbereich bahnte sich währenddessen eine immer weiter gehende Verschmelzung von bislang für sich allein stehenden Spieletypen und technischen Verbesserungen hin zu deutlich komplexeren und realistischer anmutenden Spielen an. Insbesondere das Ende 1984 angekündigte Rollenspiel Alternate Reality – The City mit seiner dreidimensionalen und teilweise animierten Visualisierung der Spielumgebung versprach das gesamte Genre auf die nächste Stufe zu heben, ebenso wie Synapses Graphic Novels (Mindwheel, Brimstone, Essex) mit ihrem überlegenen interaktiven Eingabesystem (Parser) und einem für Textadventures literarisch vergleichsweise anspruchsvollem Inhalt. Zu den am häufigsten empfohlenen Spielen des Jahres 1984 zählen The Mask of the Sun (Brøderbund), The Seven Cities of Gold (Electronic Arts), Boulder Dash (First Star), Archon II: Adept, Bruce Lee (Datasoft), Montezuma’s Revenge (Parker Brothers, Ultrasoft), Skyfox (Broderbund), Flight Simulator II (Sublogic).

## 1985
Entgegen dem allgemein nachlassenden Engagement in Nordamerika verzeichneten die europäischen Länder im Jahr 1985 Zuwächse bei den Softwareherstellern und neuen Spielen. Auch in Westdeutschland begannen sich neue Anbieter zu etablieren. Die von ehemaligen Atari-Mitarbeitern gegründete Axis Komputerkunst veröffentlichte mit Cavelord, Atlantis, Slotmachine, Cromwell House und Mythos zahlreiche Spiele verschiedenster Genres. Nicht nur mit der Präsentation in deutscher Sprache ging man dabei neue Wege, sondern auch mit der für Computerspiele unüblichen Langspielplattenverpackung. Hinzu kamen Mike’s Slot Machine und Pyramidos vom AMC-Verlag und diverse Kassettenspiele des Europa Computer Club. Dennoch blieb die Auswahl neuer und hochwertiger Spiele für die Atari-Computer im Vergleich zum Marktführer Commodore 64 Ende 1985 gering. Es folgten zusätzliche Einschränkungen der Erhältlichkeit von Spielen durch Indizierungen der Bundesprüfstelle für jugendgefährdende Schriften – beliebte Spiele wie etwa Blue Max, Beach Head, Raid over Moscow und River Raid durften in Westdeutschland nicht länger öffentlich beworben und verkauft werden. Zu den Favoriten des Jahres 1985 gehörten nach Meinung des international auflagenstärksten Atari-Magazins Antic die Spiele Ballblazer und Rescue on Fractalus von Lucasfilm Games, Spy vs. Spy von First Star Software, The Great American Cross-Country Road Race von Activision, Trivia Quest von Royal Software, F-15 Strike Eagle und Kennedy Approach von MicroProse Software.

## 1986
Einen großen Teil der Veröffentlichungen des Jahres 1986 bildeten Spiele, die in Großbritannien produziert und zu günstigen Preisen angeboten wurden. Darunter befanden sich Titel  von Mastertronic (Crystal Raider, Kikstart, Ninja, Spellbound, Storm, Vegas Jackpot), Americana (Nuclear Nick, Scooter), Code Masters (BMX Simulator), Firebird Software (Micro Rhythm, Warhawk) und Creative Sparks (Java Jim), die die auflagenstarke englische Atari-Zeitschrift Page 6 1989 in ihre Allzeit-Empfehlungen aufnahm. Einige dieser vielfach nur auf Kassette erhältlichen „Low-Budget“-Spiele erschienen 1986 auch auf den westdeutschen Markt. Anknüpfend an die Vorjahreserfolge kamen dort weitere Spiele aus einheimischer Produktion wie die der deutschen Axis Komputerkunst hinzu, darunter Schreckenstein, Sereamis und Null Grad Nord. Die deutsche Zeitschrift Aktueller Software Markt empfahl ihren Lesern 1986 jedoch hauptsächlich Vollpreisspiele wie International Karate von System 3 Software, Colossus Chess 4.0 von English Software, Topographie Deutschland von Radarsoft, Leader Board von US Gold und Infiltrator von Mindscape. Die zeitgenössischen Spielempfehlungen in den USA galten ebenso fast ausschließlich Vollpreisspielen wie Star Raiders II von Atari, Karateka von Broderbund, Hacker von Activision, Ultima IV von Origin Systems, The Eidolon und Koronis Rift von Lucasfilm Games, Colossus Chess von English Software, Silent Service von Microprose, diversen Titeln von Infocom und SSI aber auch Sportspielen wie Microleague Baseball von MSA und Hardball von Accolade.

## 1987
Im Jahr 1987 kamen in Europa viele weitere im niedrigen und mittleren Preissegment angesiedelte Spiele in den Handel. Zu den besten zählte die auflagenstarke Atari-Zeitschrift Page 6 die Produkte der Hersteller Alligata (Loco), Rhino Marketing (Astromedia), Mastertronic (180, Amaurote, Despatch Rider, Gridrunner, Henry’s House, L.A. Swat, The Last V8, Milkrace, Molecule Man, Panther, Powerdown, Red Max), Bulldog (Colony), Firebird Software (Druid, Spiky Harold), Domark (The Living Daylights), Tynesoft (Mirax Force), Players Software (Dizzy Dice, Excelsor) und diverse Spiele von Red Rat Software. Der prosperierende Markt für Atari-Billigspiele zog mit Atlantis Software einen weiteren bekannten britischen Hersteller an, in dessen Folge schließlich Titel wie Pothole Pete, Spooky Castle und Daylight Robbery erschienen. Der westdeutsche AMC-Verlag bereicherte das Softwareangebot mit Bilbo und Tales of Dragons and Cavemen, ab Ende 1987 legte R+E Software Alptraum und Der leise Tod auf. Daneben erschienen 1986 und 1987 auch zahlreiche preisreduzierte Neuauflagen (englisch re-releases) beliebter älterer aber häufig nicht mehr erhältlicher Spiele. Dazu zählten beispielsweise Bounty Bob Strikes Back von US Gold, Caverns of Khafka von Top Ten, Decathlon und Space Shuttle von Firebird Software sowie Adventure International’s Preppie von Americana. Die neu aufgekommene käuferfreundliche Preisgestaltung konnte jedoch den allgemeinen Trend nicht aufhalten: Die Atari-8-Bit-Computer waren – wohl aufgrund schlechtgehender Verkäufe begleitet durch illegales Kopieren – mittlerweile von den meisten namhaften Spieleentwicklern fallengelassen worden. Noch vertretene Softwarehäuser nahmen Spieleumsetzungen für den Atari 800XL großteils nur halbherzig vor, wobei besonders die schlechte Konvertierung des 1987 meistverkauften Heimcomputerspiels Gauntlet von US Gold länderübergreifend Unmut erregte. Die Empfehlungen der amerikanischen Fachpresse für 1987 bestanden hauptsächlich aus älterer Software, mit wenigen Ausnahmen wie den neu herausgebrachten The Guild of Thieves von Rainbird, Ogre von Origin und Mercenary – The Second City von Novagen Software.

## 1988
Mit dem Anfang 1988 veröffentlichten Zybex von Zeppelin Software erreichte die Qualität im Niedrigpreissegment eine gänzlich neue Stufe, die Präsentation und Spielbarkeit ließ bei Kritikern kaum Wünsche offen. Im Bereich der Neuauflagen wurde zudem Atari höchstselbst aktiv und brachte im Rahmen der breit angelegten Vermarktungskampagne für sein neues XE Game System (XEGS) beliebte Spiele wie Rescue on Fractalus, Archon, Blue Max und Ballblazer als Steckmodulversionen in den Handel. Ergänzt wurde Ataris Sortiment um die neu entwickelten Kassettentitel Thunderfox und Twilight World. Im Vollpreissegment veröffentlichte Level 9 neue Adventures und Tynesoft steuerte mit Winter Olympiad ’88 ein weiteres hochbewertetes Spiel bei. In Westdeutschland erschienen beim AMC-Verlag das vom Aktuellen Softwaremarkt empfohlene Herbert, R+E Software entwickelte Fiji, Tigris und Im Namen des Königs. Das Glanzlicht im Vollpreissegment bildete jedoch das Ende des Jahres in Großbritannien herausgebrachte Draconus von Cognito, ein Spiel das seit Zybex die Fachpresse wieder zu überschwänglichen Rezensionen veranlasste. In den nach wie vor unterversorgten USA empfahl die Zeitschrift Antic weiterhin großteils ältere Software, mit den Ausnahmen Alternate Reality – The Dungeon und Bismarck von Datasoft, Bridge 5.0 von Artworx und Sons of Liberty von SSI.

## 1989 bis 1995
Nachdem Atari bereits 1988 Neuauflagen für das XEGS ins Programmsortiment aufgenommen hatte, erfolgte in Großbritannien großflächig die Gründung von sogenannten Atari Games Centers. Diese offiziellen Verkaufsstützpunkte waren zudem zum Vertrieb der neuen Kassettenspiele wie etwa Tiger Attack, Nucleus, Cygnus, Black Lamp und Heartache gedacht. Im Bereich der Billigspiele betraten 1989 mit den britischen Firmen Kixx und Byte Back weitere Spezialisten für Neuauflagen den Atari-Heimcomputermarkt. Dennoch erreichten die Softwareverkäufe im britischen Heimcomputermarkt nicht mehr als knapp fünf Prozent, woraufhin auch die Unterstützung letzter größerer noch verbliebener Hersteller weg- und auch die großflächige Softwareversorgung in Europa zusammenbrach. Die Bezugsmöglichkeiten beschränkten sich fortan auf kleinere Versandhändler und Hersteller. Entstandene Lücken bei der Softwareversorgung in Westdeutschland versuchte beispielsweise der 1989 neu gegründete Hersteller und Vertreiber KE-SOFT mit Titeln wie Drag, Oblitroid, Sogon, Zador, Tobot und Bros zu schließen. Durch die umfangreichen Computerverkäufe in den Ostblock und die darauf gründende Softwarenachfrage bildete sich nach der Wende insbesondere in Polen noch für einige Jahre eine eigene Herstellerlandschaft heraus: Neugründungen wie Laboratorium Komputerowe Avalon, Mirage Software und A.S.F. produzierten und vertrieben mehr als 140 Spiele, Mirage Software sogar bis ins Jahr 1995 hinein.